# Das Bildnis des Dorian Gray (1976)
Das Bildnis des Dorian Gray (Originaltitel: The Picture of Dorian Gray) ist ein britischer Fernsehfilm aus dem Jahr 1976. Er ist eine Verfilmung des gleichnamigen Romans von Oscar Wilde nach einer Theater-Bearbeitung von John Osborne. Der Film wurde erstmals am 19. September 1976 als Teil der Serie Play of the Month der BBC ausgestrahlt.

## Handlung
Der Maler Basil Hallward malt ein Porträt des jungen Dorian Gray. Als es fertig ist, wünscht sich Dorian, immer so jung und schön zu bleiben wie sein Bild. Mit der Zeit stellt sich heraus, dass sein Wunsch in Erfüllung gegangen ist. Unter dem Einfluss von Basils Freund Lord Henry Wotton beginnt Dorian Gray, ein verantwortungsloses Leben ausschließlich zu seinem eigenen Vergnügen zu führen und dabei keinerlei Rücksicht auf andere Menschen zu nehmen. Während er selbst sein jugendliches und unschuldiges Aussehen bewahrt, nimmt sein Porträt nicht nur Züge des Alters, sondern auch seines egoistischen Verhaltens an. Dorian Gray fürchtet sich zunehmend vor der Entdeckung seines Geheimnisses. Als Basil Hallward ihn besucht und das veränderte Porträt sieht, ersticht er den Maler. Nachdem er mit Hilfe seines früheren Freundes Alan Campbell alle Beweise vernichtet hat, beschließt Dorian, ein besseres Leben zu führen, und versucht, das Bild zu zerstören, tötet dabei aber sich selbst. Als er stirbt, erhält das Bild sein ursprüngliches Aussehen zurück, während Dorian Gray die entstellten Züge des Porträts annimmt.

## Verhältnis zur Romanvorlage
Bis auf einige Kürzungen hält sich der Film eng an die Handlung des Romans. Verglichen mit anderen Adaptionen des Werkes wie der Hollywood-Verfilmung von 1945 oder der britischen Verfilmung von 2009 enthält diese einen hohen Anteil an Dialogen, die unmittelbar der Romanvorlage entnommen sind.
In der Zeitung The Times wurde sie als die originalgetreueste Adaption bezeichnet. Deutlicher als die meisten früheren Verfilmungen betont dieser Film die im Roman nur unterschwellig angedeuteten homosexuellen Aspekte der Beziehungen der Charaktere untereinander, besonders in Dorian Grays Verhältnis zu Basil Hallward und Alan Campbell.

## DVD-Veröffentlichung
Das Bildnis Des Dorian Gray wurde 2005 als DVD zusammen mit dem Fernsehfilm The Importance of Being Earnest von Stuart Burge in einer von der BBC herausgegebenen Oscar Wilde Collection veröffentlicht.